# استان ولگوگراد

استان سوردلوفسک در نقشهٔ روسیه.

استان ولگوگراد (به روسی: Волгогра́дская о́бласть، تلفظ: وُلگُگرادسکایا اُبلاست) یکی از واحدهای فدرالی روسیه است. مرکز آن شهر ولگوگراد است. 
جمعیت این استان ۲٬۶۹۹٬۲۲۳ نفر و مساحت آن ۱۱۳٬۹۰۰ کیلومتر مربع است. استان ولگوگراد با استان اردبیل در ایران پیوند خواهر خواندگی دارد.